# Ye’elimit
Ye’elimit (auch Yeélimit oder Yeelimit) ist ein sehr selten vorkommendes Mineral aus der Mineralklasse der „Sulfate (und Verwandte)“. Es kristallisiert im kubischen Kristallsystem mit der chemischen Zusammensetzung Ca4Al6[O12|SO4] und konnte bisher nur in Form durchscheinender, farbloser bis weißer Mineral-Aggregate, bestehend aus bis zu 15 μm großen Kristallen, gefunden werden.

## Etymologie und Geschichte
Erstmals entdeckt wurde Ye’elimit zusammen mit Ellestadit am Har Je’elim (englisch: Har Ye’elim) im Südbezirk von Israel und beschrieben 1984 durch die israelische Mineralogin Shulamit Gross (1923–2012), die das Mineral nach dessen Typlokalität benannte.
Typmaterial des Minerals wird in der Geochemischen Abteilung der Geologischen Behörde (Geological Survey) sowie in der Geologischen Abteilung der Hebräischen Universität Jerusalem in Israel (Katalog-Nr. 62815) aufbewahrt.

## Klassifikation
In der veralteten 8. Auflage der Mineralsystematik nach Strunz war der Ye’elimit noch nicht aufgeführt.
In der zuletzt 2018 überarbeiteten Lapis-Systematik nach Stefan Weiß, die formal auf der alten Systematik von Karl Hugo Strunz in der 8. Auflage basiert, erhielt das Mineral die System- und Mineralnummer VI/B.04-020. Dies entspricht der Klasse der „Sulfate, Chromate, Molybdate und Wolframate“ und dort der Abteilung „Wasserfreie Sulfate, mit fremden Anionen“, wo Ye’elimit zusammen mit Adranosit-(Al), Adranosit-(Fe), D’Ansit, D’Ansit-(Fe), D’Ansit-(Mn) und Therasiait eine unbenannte Gruppe mit der Systemnummer VI/B.04 bildet.
Die von der International Mineralogical Association (IMA) zuletzt 2009 aktualisierte 9. Auflage der Strunz’schen Mineralsystematik ordnet den Ye’elimit in die Klasse der „Sulfate (Selenate, Tellurate, Chromate, Molybdate und Wolframate)“ und dort in die Abteilung „Sulfate (Selenate usw.) mit zusätzlichen Anionen, ohne H2O“ ein. Hier ist das Mineral in der Unterabteilung „Mit mittelgroßen und großen Kationen“ zu finden, wo es als einziges Mitglied eine unbenannte Gruppe mit der Systemnummer 7.BC.15 bildet.
In der vorwiegend im englischen Sprachraum gebräuchlichen Systematik der Minerale nach Dana hat Ye’elimit die System- und Mineralnummer 30.01.15.01. Das entspricht der Klasse der „Sulfate, Chromate und Molybdate“ und dort der Abteilung „Wasserfreie Sulfate mit Hydroxyl oder Halogen“. Hier findet er sich innerhalb der Unterabteilung „Wasserfreie Sulfate mit Hydroxyl oder Halogen und (AB)m(XO4)pZq, mit m:p>2:1“ als einziges Mitglied in einer unbenannten Gruppe mit der Systemnummer 30.01.15.

## Kristallstruktur
Ye’elimit kristallisiert kubisch in der Raumgruppe I4132 (Raumgruppen-Nr. 214) mit dem Gitterparameter a = 18,39 Å sowie 16 Formeleinheiten pro Elementarzelle.

## Eigenschaften
Ye’elimit hydratisiert leicht und wandelt sich im Wasser (H2O) zu Ettringit (Ca6Al2[(OH)12|(SO4)3]·26H2O) und Al(OH)3 um.

## Bildung und Fundorte
Ye’elimit ist Teil einer Hochtemperatur-Mineralvergesellschaftung, welche aus den Mineralen Larnit, Brownmillerit, Ellestadit, Fluormayenit und Ye'elimit besteht. Die Bildungsbedingungen von >900 °C bei niedrigem Druck entsprechen der Sanidinitfazies.
In der Natur wurde Ye’elimit bisher nur in der Umgebung von Har Je’elim und Nahal Je’elim im Hatrurim-Becken in Israel sowie in einem Basaltbruch bei Klöch im österreichischen Bezirk Südoststeiermark (Steiermark) gefunden. Ein weiterer Fundpunkt, die Absetzerhalde in Ronneburg, existiert heute nicht mehr.

## Verwendung
Wirtschaftliche Bedeutung hat Ye’elimit (nach bauchemischer Schreibweise C4A3S, auch Calciumsulfoaluminat, CSA, oder "Klein's Compound" genannt) bei der Zementherstellung. In Sulfataluminatzementen ist Ye’elimit der wichtigste reaktive Bestandteil. In Gegenwart von Wasser und leicht löslichem Sulfat, z. B. in der Form von Anhydrit, Gips oder Bassanit, wandelt er sich in wasserhaltigen Ettringit um, welcher während des Erhärtens ein stabiles Mikrogefüge aus nadeligen, miteinander verzahnten Kristallen ausbildet. Industriell hergestellt wird Ye’elimit-haltiger Zementklinker aus einem Gemisch aus Kalkstein, Bauxit sowie natürlichem oder synthetischem Gips bzw. Anhydrit oder aus calcium-, aluminium- und schwefelhaltigen Sekundärrohstoffen, welche in Drehrohröfen bei Temperaturen zwischen 950 °C und 1350 °C gebrannt werden.